# تام رونی
تام رونی (انگلیسی: Tom Rooney؛ زاده ۲۱ نوامبر ۱۹۷۰) نمایندهٔ حوزه انتخابیه هفدهم فلوریدا از جمهوری‌خواه در مجلس نمایندگان ایالات متحده آمریکا است که برای نخستین‌بار در ۲۵ ژانویه ۲۰۰۹ میلادی به‌عضویت این مجلس درآمد.